# 6-я армия (СССР, 1939)
6-я армия (сокр. 6 А) — оперативное объединение Рабоче-крестьянской Красной во время Великой Отечественной войны.
За годы Великой Отечественной войны службу в 6-й армии прошло около 900 000 человек (численность армии периода Великой Отечественной войны в среднем 80000—90000 человек личного состава). Формировалась несколько раз.
Сокращённое наименование, применяемое в служебных документах и литературе о периоде 6-й армии РККА — 6 А.

## Первое формирование
Сформирована переименованием 28 сентября 1939 года Восточной армейской группы в 6-ю армию Украинского фронта. В Военный совет армии входили командующий войсками армии комкор Ф. И. Голиков (28.09.1939-июль 1940), член Военного совета армии бригадный комиссар Г. Н. Захарычев, начальник штаба армии.
17 сентября 1939 года в Киевском Особом военном округе на основе Восточной (первоначально — с 26.07.1938 по 16.09.1939 Винницкая армейская группа, затем — с 16 по 24.09.1939 Волочиская армейская группа, с 24 по 28.09.1939 Восточная армейская группа, с 28.09.1939 6-я армия) армейской группы войск в составе Украинского фронта для участия в Освободительном походе в Западную Украину и Западную Белоруссию.
К 28 сентября войска Восточной армейской группы, а теперь 6-й армии продвинулись: войска 2-го кавалерийского корпуса прошли Жолкев, Рава-Русека, Немиров, Магеров, Любачув, Рудка; войска 17-го стрелкового корпуса двигались к демаркационной линии (25 сентября пришли в район Янов, Добростаны; 28 сентября вошли в Любачув).
14-я кавалерийская дивизия 2-го кавалерийского корпуса получила приказ двигаться на Томашув, Замосць в состав 5-й армии. 2-й кавалерийский корпус (3 кд и 5 кд, 24 лтбр) дошёл в район Буковина, Добча, Дзикув и командование приступило к организации охраны демаркационной линии — выставлять дозоры по реке Сан. 24-я легкотанковая бригада 28 сентября достигла Цешанува.
Состав армии:
- 17-й стрелковый корпус:
  - 96-я стрелковая дивизия
  - 97-я стрелковая дивизия
  - 99-я стрелковая дивизия
  - 10-я тяжёлая танковая бригада
- 2-й кавалерийский корпус:
  - 3-я кавалерийская дивизия
  - 5-я кавалерийская дивизия
  - 24-я легкотанковая бригада
- 269-го корпусной артиллерийский полк.

29 сентября
В 8.00 штаб Украинского фронта получил распоряжение № 625 от командования Красной Армии об остановке войск на достигнутых рубежах до 18.00.
Кавалерийские дозоры 2 кк несли службу по охране демаркационной линии. В 9.00 99-я стрелковая дивизия 17-го стрелкового корпуса вошла в Перемышль и командование дивизии приступили к приёму города у германского командования. К вечеру дивизии 17-го стрелкового корпуса вышли в район Буковина, Добча, Тарногруд, и сменили части 2-го кавалерийского корпуса на охране демаркационной линии по реке Сан. Таким образом войска 96-й, 97-й и 99-й стрелковых дивизий 17-го стрелкового корпуса 6-й армии вышли на среднее течение реки Сан от Билгорая до Перемышля.
30 сентября Военный совет Украинского фронта издал приказ командирам соединений о примерной линии границы, установленной советско-германским договором от 28 сентября, и ориентировал на 5 октября о начале отвода войск, находящихся к западу от данной линии.
2 октября армия была в составе Украинского фронта.
Состав армии:
- 6-й стрелковый корпус:
  - 7-я стрелковая дивизия.
  - 140-я стрелковая дивизия.
- 17-й стрелковый корпус:
  - 96-я стрелковая дивизия
  - 97-я стрелковая дивизия
  - 99-я стрелковая дивизия
- 2-й кавалерийский корпус, корпусные части:
  - 3-я кавалерийская дивизия
  - 5-я кавалерийская дивизия
  - 14-я кавалерийская дивизия
  - 24-я легкотанковая бригада
- В резерве:
  - 26-я легкотанковая бригада.

По окончании похода 28 сентября 1939 года полевое управление армии расформировано, а войска приданы КОВО.
В начале Великой Отечественной войны армия была развёрнута в составе Юго-Западного фронта на львовском направлении на рубеже Крыстынополь, Грабовец. В состав армии входили 6-й, 37-й стрелковые, 4-й и 15-й механизированные и 5-й кавалерийский корпуса, 4-й и 6-й укреплённые районы, ряд артиллерийских и других частей. При этом 37-й стрелковый корпус расположенный более чем в 100 км от границы, в боевых действиях начала войны участия не принимал, в докладах штаба не фигурировал. Армия вела оборонительные бои в приграничном сражении северо-западнее Львова. Под ударами сил противника была вынуждена отступить на Броды, Ямполь, Бердичев.
Войска армии на 1 июля занимали оборону вдоль железной дороги Здолбунов — Дубно — Броды — Львов. На правом фланге 36-й стрелковый корпус, 14-я кавалерийская дивизия, 141-я стрелковая дивизия, 60-я Кавказская стрелковая дивизия, 139-я стрелковая дивизия, 3-я кавалерийская дивизия, 41-я стрелковая дивизия, левым флангом 97-я стрелковая дивизия к г. Львову, далее восточнее г. Львова занимала оборону в полосе обороны 6-й армии 173-я стрелковая дивизия 8-го стрелкового корпуса 26-й армии.
9 июля фронт обороны 6-й армии разорван. Противник достиг города Житомир на правом фланге и города Бердичев на левом фланге. В состав 6-й армии входили 7-й, 36-й, 37-й и 49-й стрелковые корпуса, 4-й и 15-й механизированные корпуса. Войска армии на 9 июля занимали оборону у города Бердичев сдерживал противника 15 мк, 16 мк (не из состава армии), 213-я моторизованная дивизия 19 мк 5-й армии, далее к северо-западу от Бердичева 4 мк, 49 ск, 37 ск, а 36 ск был во втором эшелоне.
С 25 июля 1941 года в составе Южного фронта. В ходе боёв в июле — августе 1941 года отступала, сдерживая немецкие войска.
27 июля составе армии были 37-й и 49-й стрелковые корпуса, 16-й механизированный корпус.
27 — 28 июля тылы второго эшелона 6-й армии с боями были выведены в город Днепропетровск — 820 машин, 2 360 человек. Отход осуществлялся в четыре колонны под командованием: Рюмик (воентехник 2-го ранга), Приходько (интендант 2-го ранга), Поляков (интендант 1-го ранга), Денисов (интендант 1-го ранга).
Командный пункт армии находился в Липовце. Войска армии держали оборону фронтом на север, так как противник вышел на тылы 6-й и 12-й армий и двигался от Сквиры на юг. Далеко на юге противник прорвал оборону 18-й армии и двигался на город Гайсин и город Умань, обходя 6-ю и 12-ю армии с юга.
2 августа 1941 года во время Сражения под Уманью вместе с частями 12-й армии попала в окружение. С 1 по 8 августа из окружения вышло до 11 000 человек и 1015 автомашин с боевым имуществом из состава 6-й и 12-й армии. Командование армии, включая генерал-лейтенанта И. Н. Музыченко, попало в плен или погибло. 10 августа 1941 года армия была расформирована.

## Второе формирование
Образована 25 августа 1941 года на базе 48-го стрелкового корпуса. В состав армии входили 103-я, 169-я, 226-я, 230-я, 255-я, 273-я, 275-я стрелковые, 26-я и 28-я кавалерийские, 8-я танковая дивизии, ВВС 6-й армии в составе 44-й истребительной авиационной дивизии и другие части. В составе Южного фронта обороняла рубеж по левому берегу Днепра в районе северо-западнее Днепропетровска.
С 27 сентября 1941 г. в вела бои в ходе обороны Донбасса в составе Юго-Западного фронта. В январе 1942 года участвовала в Барвенково-Лозовской наступательной операции, в мае 1942 в Харьковской операции.
После окружения, состоявшегося 25 мая 1942 г., в ходе тяжёлых боёв части армии удалось пробиться к своим войскам, однако большая часть либо попала в плен, либо погибла (включая командарма Городнянского). 10 июня 1942 года армия была расформирована.

Военно-воздушные силы 6-й армии см. 

## Третье формирование
Образована 7 июля 1942 года на базе 6-й резервной армии резерва Ставки ВГК. В состав армии входили 45-я, 99-я, 141-я, 160-я, 174-я, 212-я, 219-я и 309-я стрелковые дивизии, 141-я стрелковая бригада и другие части. С 9 июля 1942 года в составе Воронежского фронта. В июле 1942 года участвовала в обороне Воронежа. В августе вела наступательные бои, в ходе которых освободила г. Коротояк и захватила два плацдарма на правом берегу Дона. С 19 декабря 1942 года вошла в состав Юго-Западного фронта 2-го формирования. В феврале-марте 1943 года участвовала в Харьковской оборонительной операции, затем в освобождении Донбасса, в сентябре 1943 — в форсировании р. Днепр южнее Днепропетровска.
С 20 октября 1943 года в составе 3-го Украинского фронта. Зимой и весной 1944 года армия участвовала в Никопольско-Криворожской, Березнеговато-Снигиревской и Одесской наступательной операциях. В июне 1944 войска 6-й армии были переданы в состав 37-й и 46-й армий, а её полевое управление выведено в резерв фронта, с 18 июля — в резерв Ставки ВГК.
В декабре 1944 года армия получила часть войск от 3-й гвардейской и 13-й армий и была передана 1-му Украинскому фронту с занятием рубежей в районе Сандомира . В январе-феврале 1945 года армия участвовала в Сандомирско-Силезской и Нижнесилезской наступательных операциях. С середины февраля до 6 мая 1945 года армия вела бои по ликвидации окружённой группировки войск противника в городе-крепости Бреслау.
В июле 1945 года армия включена в состав Центральной группы войск (управление — Бреслау). Летом 1945 года почти все соединения в составе армии были расформированы. В сентябре 1945 года, в связи с демобилизацией СССР, расформирование армии было завершено, её полевое управление обращено на укомплектование управления Воронежского военного округа.

## Подчинение
В периоды своего существования армия входила в состав следующих объединений:
- Киевский Особый военный округ
- Юго-Западный фронт
- Южный фронт
- Воронежский фронт
- 1-й Украинский фронт

## Состав

### 1941—1945
22.06.1941
- 6-й и 37-й стрелковые корпуса
- 5-й кавалерийский корпус
- 4-й Струмиловский и 6-й Рава-Русский укреплённые районы (УР)
- 4-й и 15-й механизированные корпуса
- 3-я артиллерийская бригада противотанковой обороны
- 209-й, 229-й, 441-й и 445-й корпусные артиллерийские полки
- 135-й пушечный артиллерийский полк РГК
- 9-й оип
- другие части

1.07.1941
- 6 ск (41, 97, 159 сд); 37 ск (80, 139, 141 сд); 36 ск (140, 146 сд); 5 кк (3, 14 кд); 4 и 6 УР
- 205, 209, 229, 441, 445, 458 кап; 135 пап РГК; 17, 263, 307 озад
- 15, 16 сад; 9-й ип

25.08.1941
- 169, 226, 230, 255, 273, 275 сд; 26, 28 кд
- 8 тд
- 44 иад
- другие части

1.10.1941
- 255, 270, 275 сд; 26 кд, 28 кд
- 274 кап; 671 гап; 14, 27, 504 озад
- 12, 13 тбр
- 1, 2 оиб; 520, 523 осб

1.01.1942
- 255, 270, 275, 393, 411 сд; 34 кд
- 229, 671 гап; 274 пап; 582, 591 ап ПТО; 20, 23, 27, 29 озадн
- 44 иад
- 1, 2, 520, 523 оиб

1.04.1942
- 47, 253, 270, 337, 343, 393, 411 сд; 26 кд; 28 кд; 100 олыжб
- 3 гв. пап; 209 ап; 671 гап; 582, 591 ап ПТО; 5 гв. мп (без 3 д-на); 206 огв. мдн; 20, 27, 29 озадн
- 5 гв., 13, 133 тбр
- 23, 92, 181 иап; 13 гв. бап; 623, 633 лбап
- 1, 2, 520, 523 оиб

1.05.1942
- 41 сд, 270 сд

1.06.1942
- 41 сд, 270 сд

7.07.1942
- 45, 99, 141, 160, 174, 212, 219, 309 сд; 141 сбр
- другие части

1.10.1942
- 25 гв., 127, 160, 174, 219, 270, 309 сд; 1 ид (1, 2 ибр); 6, 10 оибр; 53 УР
- 1092 пап; 462, 1176, 1240 иптап; 36, 75 гв. мп; 241 зенап
- 24 тк (4 гв., 54, 130 тбр; 24 мсбр), 115, 116 тбр; 26, 34 одн бепо
- 316 оиб; 23, 123 пмб

1.01.1943
- 15 ск (172, 267, 350 сд); 127, 160 сд; 106 осбр
- 8 ад (288, 368, 374 лап; 38, 129 пап; 138, 206, 265 гап); 462, 1176 иптап; 45, 87 гв. мп; 219, 241, 1290 зенап; 626 озадн
- 115 тбр; 82, 212 отп
- 42 ибр с/н
- 92-й Перемышльский заградотряд ПВ НКВД[13].

1.04.1943
- 4 гв. ск (20 и 35 гв., 263 сд); 15 ск (6, 152, 267 сд); 30 ск (38, 41 и 62 гв. сд); 25 гв. сд; 106 осбр
- 11 ад (31 лабр, 40 габр, 45 пабр); 374 лап (7 гв. лабр); 40 гв. кап; 33, 174, 1249 иптап; 523 минп; 241, 247, 1290, 1474 зенап; 126 озадн
- 115 тбр
- 350, 370 оиб

1.07.1943
- 4 гв. ск (20 и 35 гв., 228, 263 сд); 26 гв. ск (41, 62 гв., 6 сд); 34 ск (152, 267 сд); 25, 38 гв. сд
- 11 ад (31 лабр, 45 пабр, 40 габр); 40 гв. кап; 170 гв. пап; 33, 1176, 1249 иптап; 524 минп; 75, 87 гв. мп; 115 огв. мдн; 241, 1290 зенап; 126 озадн
- 115 тбр; 212 отп
- 350, 370 оиб

1.10.1943
- 4 гв. ск (47, 57 гв. сд); 26 гв. ск (25, 35 гв. сд)
- 40 гв. кап; 170 гв. пап; 266 гв. иптап; 524 минп; 271 гв. зенап
- 350, 370 оиб

1.01.1944
- 66 ск (60 гв., 203, 244, 333 сд)
- 103 гв. пап; 152 гап; 1248 иптап; 531 минп; 35 гв. мп; 1353 зенап (22 зенад); 1587 зенап
- 4 помбр; 181, 370 оиб

1.04.1944
- 34 гв. ск (59, 61 гв., 243 сд); 66 ск (203, 244, 333 сд)
- 506 кап; 103 гв. пап; 152 гап; 1248 иптап; 251 оиптдн; 531 минп; 1587 зенап
- 370 оиб

1.10.1944
- 23 ск (68 гв., 99, 316 сд); 47 ск (71, 136, 162 сд)
- 159 пабр; 1248 иптап; 531 минп; 1587 зенап
- 62 исбр

1.01.1945
- 22 ск (273 сд, 309 сд); 74 ск (218 сд, 359 сд,181, 112 сд); 77 УР (части 10 ак, 31 зад РГК)[14].
- 159 апабр; 8 гв., 26 иптабр; 563 иптап, 1/173 азсп, 1248 иптап, 531 амп, 1587 азап.
- 62 исбр, 174 габр БМ, 18 гмбр,
- 22, 25 ооб, 40 оад ом, 315 оад ом

1.04.1945
- 22 ск (218, 273, 309 сд); 74 ск (112, 181, 294, 359 сд); 77 УР
- 159 пабр; 40, 315 оадн ОМ; 563, 1248 иптап; 531 минп; 3 гв. мд (15, 18, 32 гв. мбр); 23 гв. мп; 71 зенад (1998, 2002, 2006, 2010 зенап); 1587 зенап; 31 гв. озадн
- 87 гв. ттп; 222 отп; 349 гв. тсап
- 62 исбр; 240 исб (53 исбр)
- 22, 25, 46, 47 ооб

## Командный состав

### Командующие
- Музыченко Иван Николаевич, генерал-лейтенант (26.07.1940 — 10.08.1941)
- Малиновский, Родион Яковлевич, генерал-майор, с 9 ноября 1941 — генерал-лейтенант (25.08. — 24.12.1941)
- Москаленко, Кирилл Семёнович, генерал-майор артиллерии (24.12.1941 — 16.01.1942)
- Городнянский, Авксентий Михайлович, генерал-майор, с 27 марта 1942 — генерал-лейтенант (25.01 — 27.05.1942)
- Харитонов, Фёдор Михайлович, генерал-майор, с 20 декабря 1942 — генерал-лейтенант (8.07.1942 — 20.05.1943)
- Шлёмин, Иван Тимофеевич, генерал-лейтенант (21.05.1943 — 28.05.1944)
- Кулишев, Фёдор Данилович, генерал-майор (28.05 — 12.09.1944, 29.09 — 6.12.1944)
- Цветаев, Вячеслав Дмитриевич, генерал-полковник (12 — 28.09.1944)
- Глуздовский, Владимир Алексеевич, генерал-лейтенант (7.12.1944 — 9.07.1945)

### Члены Военного совета
- Попов, Николай Константинович, дивизионный комиссар (5.06.1940 — 10.08.1941)
- Крайнюков, Константин Васильевич, бригадный комиссар (25.08 — 1.09.1941)
- Власов, Александр Иосифович, бригадный комиссар (25.08.1941 — 30.06.1942)
- Ларин, Илларион Иванович, бригадный комиссар (1.09 — 30.12.1941)
- Пожидаев, Ефим Тарасович, дивизионный комиссар (30.12.1941 — 19.04.1942)
- Данилов, Леонид Лаврентьевич, бригадный комиссар (20.04 — 10.06.1942)
- Мехлис, Лев Захарович, корпусной комиссар (7.07 — 25.09.1942)
- Клоков, Василий Яковлевич дивизионный комиссар, с 6 декабря 1942 — генерал-майор авиации, с 27 июня 1945 — генерал-лейтенант (5.10.1942 — 9.07.1945)
- Савкин, Виктор Георгиевич, полковник (18.03 — 10.11.1943)
- Коновалов, Павел Георгиевич, полковник(16.11.1943 — 24.01.1944)
- Таран, Пётр Григорьевич, полковник (24.01.1944 — 9.07.1945)

### Начальники штаба
- Иванов, Николай Петрович, полковник (25.05 — 10.08.1941)
- Батюня, Александр Григорьевич, полковник, с 9 ноября 1941 — генерал-майор (25.08.1941 — 15.04.1942)
- Лямин, Николай Иванович, полковник (15.04 — 7.06.1942)
- Ерёмин, Николай Владимирович, полковник (7.07 — 4.08.1942)
- Протас, Семён Михайлович, полковник (5.08 — 7.11.1942)
- Афанасьев, Александр Николаевич, генерал-майор (17.11.1942 — 18.02.1943)
- Фомин, Борис Андреевич, полковник (19.02 — 4.03.1943)
- Кулишев, Фёдор Данилович, полковник, с 1 сентября 1943 — генерал-майор (4.03.1943 — 29.09.1944, 6.12.1944 — 9.07.1945)
- Симановский, Николай Владимирович, полковник (29.09 — 6.12.1944)